# Ludovic Souillard
Ludovic Souillard est un dessinateur de bande dessinée français né à Mont-Saint-Aignan, le 9 septembre 1981. Il est le frère du dessinateur Mika.

## Œuvre
- 62 auteurs de Boulogne Dessiné, scénario et dessins collectifs, Les Amis de la B.D., 2010  (ISBN 978-2-9537801-0-9)
- Les Contes de Brocéliande, Soleil Productions, collection Soleil Celtic
  1.  Livre second: Polbik le korrigan, scénario de François Debois et Alexis Sentenac, dessins de Ludovic Souillard, Javier Sicilia, Mika et Guy Michel, 2005  (ISBN 2-84565-780-3)
- Dieppe entre terre, ciel & mer - Between land, sky & sea, scénario d'Anne Surest et dessins collectifs, Association Normande de Bande Dessinée, 2009  (ISBN 2-916494-09-X)
- Histoires et légendes normandes, scénario de Raphaël Tanguy, Association l'Eure du Terroir
  1.  Féeries et Goublineries, co-scénario de Juan María Córdoba et Céka, dessins de Juan María Córdoba, Nicolas Desrues, Jeff Baud, Mika, Ludovic Souillard, Alexandre Gaillard, Marc Charbonnel, Marcel Uderzo et Sylvain Chevalier, 2013  (ISBN 978-2-9533278-8-5)